# Maximilian Franz de Austria
Maximilian Franz de Austria (n. 8 decembrie 1756, Viena, Monarhia Habsburgică – d. 27 iulie 1801, Viena, Monarhia Habsburgică) a fost arhiepiscop al Arhidiecezei de Köln. A fost cel mai mic copil al împărătesei Maria Terezia și al soțului ei, Francisc I, Împărat al Sfântului Imperiu Roman. Printre frații săi mai mari au fost doi împărați ai Sfântului Imperiu Roman: Iosif al II-lea și Leopold al II-lea și două regine: Maria Antoaneta, regină a Franței și Maria Carolina a celor Două Sicilii. A fost ultimul principe arhiepiscop și principe elector de Köln și un susținător al lui Ludwig van Beethoven.

## Biografie

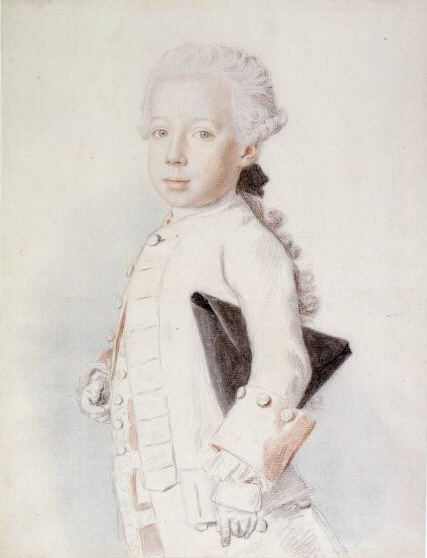
Maximilian Franz la vârsta de 6 ani, în 1762, de Jean-Étienne Liotard

Maximilian Franz s-a născut la Palatul Hofburg din Viena. 
Frate al reginei Maria Antoaneta a Franței, el a venit în vizită la 7 februarie 1775, la aproape cinci ani după ce Maria Antoaneta a sosit în țara adoptivă (aprilie 1770). Întâlnirea a avut loc la Château de la Muette. Pentru a păstra călătoria lui cât mai privată posibil, arhiducele a călătorit sub un pseudonim: Contele de Burgau.
O căzătură de pe cal în timpul Războiului de Succesiune bavarez l-a forțat să părăsească cariera militară și s-a dedicat carierei clericale. În 1780 el l-a succedat pe unchiul său, prințul Karl Alexander de Lorena, ca mare maestru al Ordinului Cavalerilor Teutoni.
În 1784 el a devenit arhiepiscop și principe elector de Köln, locuind în reședința electorală din Bonn. A rămas în această funcție până la moartea sa în exil. La Köln l-a avut în serviciu pe compozitorul Ludwig van Beethoven.
Închisoarea, condamnarea și executarea cumnatului său, regele Ludovic al XVI-lea al Franței și a surorii sale Maria Antoaneta l-au revoltat. El a primit mai mulți clerici francezi care au refuzat să jure credință față de constituția civilă a clerului. A fugit din fața trupelor revoluționare franceze și s-a refugiat în țara sa natală, condusă de nepotul său, împăratul Francisc al II-lea. A murit la Viena în 1801, la vârsta de 44 de ani.